# 2016-os gyorsasági kajak-kenu Európa-bajnokság
A 2016-os gyorsasági kajak-kenu Európa-bajnokságot Oroszországban, Moszkvában rendezik 2016. június 23. és 26. között.

## Éremtáblázat
*   Rendező
  *   Magyarország
| Helyezés | Ország             | Arany | Ezüst | Bronz | Összesen |
| -------- | ------------------ | ----- | ----- | ----- | -------- |
| 1        | Magyarország       | 5     | 5     | 4     | 14       |
| 2        | Oroszország        | 5     | 4     | 2     | 11       |
| 3        | Németország        | 4     | 4     | 3     | 11       |
| 4        | Fehéroroszország   | 3     | 2     | 5     | 10       |
| 5        | Szerbia            | 3     | 0     | 1     | 4        |
| 6        | Szlovákia          | 2     | 1     | 1     | 4        |
| 7        | Portugália         | 2     | 0     | 0     | 2        |
| 8        | Egyesült Királyság | 1     | 1     | 0     | 2        |
| 9        | Csehország         | 1     | 0     | 1     | 2        |
| 10       | Törökország        | 1     | 0     | 0     | 1        |
| 11       | Dánia              | 0     | 3     | 1     | 4        |
| 12       | Románia            | 0     | 1     | 3     | 4        |
| 13       | Moldova            | 0     | 1     | 1     | 2        |
| 13       | Ukrajna            | 0     | 1     | 1     | 2        |
| 13       | Spanyolország      | 0     | 1     | 1     | 2        |
| 16       | Bulgária           | 0     | 1     | 0     | 1        |
| 16       | Litvánia           | 0     | 1     | 0     | 1        |
| 16       | Svédország         | 0     | 1     | 0     | 1        |
| 19       | Lengyelország      | 0     | 0     | 2     | 2        |
| 20       | Lettország         | 0     | 0     | 1     | 1        |
| Összesen | Összesen           | 27    | 27    | 27    | 81       |

## A magyar csapat
A magyar Eb-keret tagjai:
| férfiak   | férfiak                                                     | férfiak |
| --------- | ----------------------------------------------------------- | ------- |
| K1 200 m  | Birkás Balázs                                               | 5.      |
| K2 200 m  | Horváth Bence Szomolányi Máté                               | ezüst   |
| K1 500 m  | Nádas Bence                                                 | bronz   |
| K2 500 m  | Tóth Dávid Kulifai Tamás                                    | 7.      |
| K4 500 m  | Nádas Bence Tótka Sándor Molnár Péter Somorácz Tamás        | arany   |
| K1 1000 m | Kopasz Bálint                                               | bronz   |
| K2 1000 m | Hufnágel Tibor Dombvári Bence                               | Kizárva |
| K4 1000 m | Hufnágel Tibor Dombvári Bence Ceiner Benjámin Kugler Attila | 7.      |
| K1 5000 m | Solti László                                                | 5.      |
| C1 200 m  | Hajdu Jonatán                                               | 6.      |
| C2 200 m  | Lantos Ádám Nagy Péter                                      | 5.      |
| C1 500 m  | Kiss Tamás                                                  | 4.      |
| C2 500 m  | Korisánszky Dávid Mike Róbert                               | 6.      |
| C1 1000 m | Vajda Attila                                                | 4.      |
| C2 1000 m | Vasbányai Henrik Mike Róbert                                | bronz   |
| C4 1000 m | Korisánszky Dávid Varga Dávid Sarudi Pál Kiss Tamás         | Kizárva |
| C1 5000 m | Kiss Tamás                                                  | arany   |

| nők       | nők                                                              | nők     |
| --------- | ---------------------------------------------------------------- | ------- |
| K1 200 m  | Dusev-Janics Natasa                                              | 6.      |
| K2 200 m  | Dusev-Janics Natasa Homonnai Luca                                | 4.      |
| K1 500 m  | Kozák Danuta                                                     | arany   |
| K2 500 m  | Szabó Gabriella Kozák Danuta                                     | arany   |
| K4 500 m  | Szabó Gabriella Kozák Danuta Fazekas-Zur Krisztina Csipes Tamara | arany   |
| K1 1000 m | Takács Tamara                                                    | ezüst   |
| K2 1000 m | Medveczky Erika Takács Tamara                                    | ezüst   |
| K1 5000 m | Bodonyi Dóra                                                     | ezüst   |
| C1 200 m  | Lakatos Zsanett                                                  | Kizárva |
| C2 500 m  | Devecseriné Takács Kincső Balla Virág                            | bronz   |

## Érmesek

### Férfiak

#### Kajak
| Versenyszám | Arany                                                                   | Arany     | Ezüst                                                                            | Ezüst     | Bronz                                                                                   | Bronz     |
| ----------- | ----------------------------------------------------------------------- | --------- | -------------------------------------------------------------------------------- | --------- | --------------------------------------------------------------------------------------- | --------- |
| K1 200 m    | Liam Heath · Nagy-Britannia                                             | 34,412    | Petter Menning · Svédország                                                      | 34,872    | Aleksejs Rumjancevs · Lettország                                                        | 35,072    |
| K2 200 m    | Nebojša Grujić · Marko Novaković · Szerbia                              | 31,284    | Horváth Bence · Szomolányi Máté · Magyarország                                   | 31,332    | Ronald Rauhe · Tom Liebscher · Németország                                              | 31,384    |
| K1 500 m    | Tom Liebscher · Németország                                             | 1:37.684  | René Holten Poulsen · Dánia                                                      | 1:39.184  | Nádas Bence · Magyarország                                                              | 1:39.192  |
| K2 500 m    | Martin Jankovec · Jakubík Gábor · Szlovákia                             | 1:29.712  | Gabriel Campo · Rubén Millán · Spanyolország                                     | 1:29.984  | Vitalij Bjalko · Raman Pjatrusenka · Fehéroroszország                                   | 1:30.816  |
| K4 500 m    | Nádas Bence · Tótka Sándor · Molnár Péter · Somorácz Tamás Magyarország | 1:19.760  | Denis Myšák · Vlček Erik · Tarr György · Linka Tibor Szlovákia                   | 1:20.560  | Francisco Cubelos · Roi Rodríguez · Albert Martí · Diego Cosgaya Spanyolország          | 1:21.228  |
| K1 1000 m   | Fernando Pimenta · Portugália                                           | 3:29.040  | René Holten Poulsen · Dánia                                                      | 3:32.296  | Kopasz Bálint · Magyarország                                                            | 3:32.656  |
| K2 1000 m   | Max Hoff · Marcus Gross Németország                                     | 3:12.732  | Marko Tomićević · Milenko Zorić Szerbia                                          | 3:13.832  | Pavel Miadzvedzeu · Aleh Jurenia Fehéroroszország                                       |           |
| K4 1000 m   | Denis Myšák · Vlček Erik · Tarr György · Linka Tibor · Szlovákia        | 2:51.640  | Kirill Ljapunov · Vaszilij Pogreban · Roman Anoskin · Oleg Zestkov · Oroszország | 2:52.156  | Martin Brzezinski · Bartosz Stabno · Rafal Rosolski · Norbert Kuczynski · Lengyelország | 2:53.440  |
| K1 5000 m   | Fernando Pimenta · Portugália                                           | 20:09.690 | René Holten Poulsen · Dánia                                                      | 20:11.870 | Aleh Jurenia · Fehéroroszország                                                         | 20:12.420 |

A K2 1000 méteren eredetileg második Hufnágel Tibor-Dombvári Bence páros érmét Dombvári doppingolása miatt visszavonták.

#### Kenu
| Versenyszám | Arany                                                                                      | Arany     | Ezüst                                                                                 | Ezüst     | Bronz                                                                        | Bronz     |
| ----------- | ------------------------------------------------------------------------------------------ | --------- | ------------------------------------------------------------------------------------- | --------- | ---------------------------------------------------------------------------- | --------- |
| C1 200 m    | Andrej Krajtor · Oroszország                                                               | 39,080    | Henrikas Žustautas · Litvánia                                                         | 39,432    | Artyem Kozir · Fehéroroszország                                              | 39,440    |
| C2 200 m    | Gleb Szaladuha · Aljakszandr Vaucsetszkij · Fehéroroszország                               | 36,996    | Stefan Kiraj · Stefan Holtz · Németország                                             | 37,216    | Alekszander Kovalenko · Andrej Krajtor · Oroszország                         | 37,464    |
| C1 500 m    | Martin Fuksa · Csehország                                                                  | 1:48.520  | Mihail Pavlov · Oroszország                                                           | 1:50.548  | Oleg Tarnovschi · Moldova                                                    | 1:50.832  |
| C2 500 m    | Viktor Melantyev · Ivan Stil · Oroszország                                                 | 1:41.216  | Chirila Iosif · Victor Mihalachi · Románia                                            | 1:42.796  | Vitalij Vergelesz · Gyenyisz Kamerilov · Ukrajna                             | 1:43.520  |
| C1 1000 m   | Sebastian Brendel Németország                                                              | 3:51.248  | Serghei Tarnovschi Moldova                                                            | 3:52.164  | Martin Fuksa Csehország                                                      | 3:52.688  |
| C2 1000 m   | Alekszej Korovaskov · Ilja Pervukin Oroszország                                            | 3:37.804  | Andrej Badanovics · Aljakszandr Badanovics Fehéroroszország                           | 3:40.212  | Vasbányai Henrik · Mike Róbert Magyarország                                  | 3:40.532  |
| C4 1000 m   | Kirill Samsurin · Rasul Ismukhamedov · Viktor Melantyev · Vlagyiszlav Csebotar Oroszország | 3:25.044  | Gyenyisz Kovalenko · Gyenyisz Kamerilov · Vitalij Vergelesz · Edvard Semetilo Ukrajna | 3:26.736  | Chirila Iosif · Peter Condrat · Adi-Aurelian Grozuta · Simion Cosmin Románia | 3:26.884  |
| C1 5000 m   | Kiss Tamás · Magyarország                                                                  | 22:15.350 | Ronald Verch · Németország                                                            | 22:19.180 | Mateusz Kaminski · Lengyelország                                             | 22:48.500 |

### Nők

#### Kajak
| Versenyszám | Arany                                                                               | Arany     | Ezüst                                                                                        | Ezüst     | Bronz                                                                            | Bronz     |
| ----------- | ----------------------------------------------------------------------------------- | --------- | -------------------------------------------------------------------------------------------- | --------- | -------------------------------------------------------------------------------- | --------- |
| K1 200 m    | Lasma Liepa · Törökország                                                           | 40,792    | Jess Walker · Nagy-Britannia                                                                 | 40,940    | Ivana Kmetová · Szlovákia                                                        | 41,000    |
| K2 200 m    | Franziska Weber · Tina Dietze · Németország                                         | 37,548    | Jelena Terekova · Anasztaszija Nevszkaja · Oroszország                                       | 38,296    | Margarita Mahnyeva · Marina Litvincsuk · Fehéroroszország                        | 38,448    |
| K1 500 m    | Kozák Danuta · Magyarország                                                         | 1:48.600  | Franziska Weber · Németország                                                                | 1:49.324  | Emma Jørgensen · Dánia                                                           | 1:49.576  |
| K2 500 m    | Szabó Gabriella · Kozák Danuta · Magyarország                                       | 1:41.316  | Sabrina Hering · Steffi Kriegenstein · Németország                                           | 1:42.556  | Nadzeja Ljapeska · Marina Litvincsuk · Fehéroroszország                          | 1:43.564  |
| K4 500 m    | Szabó Gabriella · Kozák Danuta · Csipes Tamara · Fazekas-Zur Krisztina Magyarország | 1:30.940  | Margarita Mahnyeva · Nadzeja Ljapeska · Volha Hudzsenka · Marina Litvincsuk Fehéroroszország | 1:31.380  | Franziska Weber · Sabrina Hering · Steffi Kriegenstein · Tina Dietze Németország | 1:32.280  |
| K1 1000 m   | Kristina Bedeč Szerbia                                                              | 4:00.840  | Takács Tamara Magyarország                                                                   | 4:00.988  | Conny Wassmuth Németország                                                       | 4:03.128  |
| K2 1000 m   | Milica Starović · Ruzičić-Benedek Dalma · Szerbia                                   | 3:38.564  | Takács Tamara · Medveczky Erika · Magyarország                                               | 3:40.444  | Ciuta Florida · Iulia Taran · Románia                                            | 3:43.840  |
| K1 5000 m   | Marina Litvincsuk · Fehéroroszország                                                | 22:23.450 | Bodonyi Dóra · Magyarország                                                                  | 22:24.550 | Juliana Szalahova · Oroszország                                                  | 22:25.750 |

#### Kenu
| Versenyszám | Arany                                                   | Arany    | Ezüst                                             | Ezüst    | Bronz                                                  | Bronz    |
| ----------- | ------------------------------------------------------- | -------- | ------------------------------------------------- | -------- | ------------------------------------------------------ | -------- |
| C1 200 m    | Oleszia Romasenko · Oroszország                         | 47,616   | Sztanilija Sztamenova · Bulgária                  | 48,712   | Paula Postaru · Románia                                | 49,116   |
| C2 500 m    | Nadzeja Makarcsanka · Alena Nazdrova · Fehéroroszország | 2:02.672 | Irina Andrejeva · Oleszia Romasenko · Oroszország | 2:03.752 | Balla Virág · Devecseriné Takács Kincső · Magyarország | 2:04.816 |